# Marlo Morgan
Marlo Morgan (née en 1937) est une écrivaine américaine, auteure du best-seller controversé Message des hommes vrais au monde mutant : Une initiation chez les aborigènes.

## Biographie
Née en 1937 en Iowa, elle obtient un doctorat en biochimie et en médecine orientale. Elle commence une carrière médicale (médecine préventive et sociale) mais après 25 ans, elle divorce, quitte son travail et commence une carrière d’écrivain.

## La controverse
Son premier livre, Message des hommes vrais au monde mutant, publié en 1990, est présenté comme le témoignage authentique d’une expérience qu’elle aurait vécue auprès des Aborigènes d'Australie. Au départ, l'histoire n'est qu'un support de marketing pour la distribution d'huiles essentielles d'arbre à thé pour la compagnie Melaleuca incorporation. Mais devant le succès de son récit, l'histoire devient un livre qui obtient un succès important dans tous les pays, sauf l'Australie. Après en avoir vendu 250 000 exemplaires, elle cède les droits à HarperCollins pour la somme de 1,7 million de dollars en 1994.
Elle commence alors à donner des conférences sur le sort des aborigènes. United Artists achète alors les droits pour en faire un film. À cette annonce, huit aborigènes, des « aînés », se rendent aux États-Unis en 1996 pour s'opposer à la réalisation du film, accusant Morgan de mentir dans son contenu et de tenir des propos racistes. Ils réussissent finalement à empêcher la réalisation du film. 
Marlo Morgan aurait ensuite présenté des excuses aux aborigènes et aurait également admis que son livre était une fiction lors d’une confrontation avec « les aînés ». Les éditions ultérieures du livre mentionnent depuis son statut de roman.

## Après la controverse
Marlo Morgan écrit d’autres ouvrages par la suite, comme Message en provenance de l’éternité en 1998. Dans ce second livre, elle déclare : « Cette fois, des amis aborigènes m'ont donné leur bénédiction et leur approbation pour ce travail ». Mais les aborigènes ont été tout autant révoltés par son second livre que par le premier. Malgré ces oppositions, Marlo Morgan, dans ses conférences et les préfaces de ses livres, laisse toujours planer le doute quant à l'authenticité de son récit. Morgan écrit par exemple dans la préface des éditions récentes de Harper Collins « (Ce livre) est vendu comme un roman afin de protéger de tout problème légal le petit groupe d'aborigènes qui y est mentionné. J'ai retiré certains détails de l'édition originale afin de respecter des amis qui ne souhaitent pas être reconnus et afin de protéger le lieu secret de nos visions sacrées (...) Je ne m'exprime pas au nom des aborigènes d'Australie. Je parle au nom d'une petite tribu de l'Outback qui se fait appeler le « peuple sauvage » ou « les aînés » ».